# 苓雅寮安瀾宮

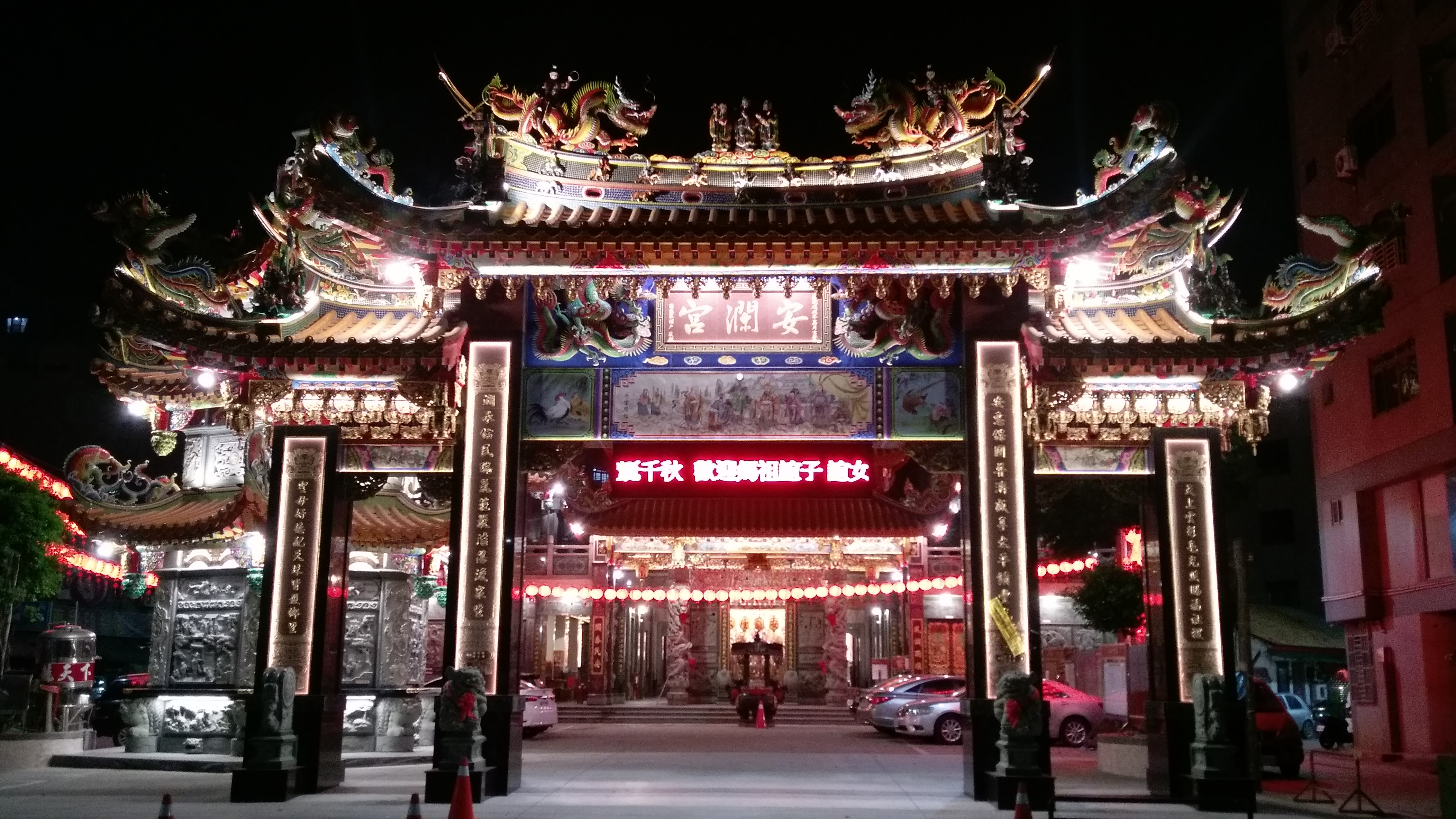
苓雅寮安瀾宮牌坊

安瀾宮又稱苓雅寮安瀾宮、頂寮安瀾宮，位在苓雅區次分區苓雅寮，鄰近光榮碼頭，為當地民眾的信仰中心。

## 歷史
苓雅寮安瀾宮，舊名媽祖宮，創建於清乾隆三十一年（西元一七六六年），由於初建之時建構簡陋，遂於光緒二十年（西元一八九四年）展開第一次的整修，直至民國七年（西元一九一八年），當地官紳陳中和再度倡導重修。
民國五十年又重修一次，然而安瀾宮舊廟址與高雄港13號碼頭（光榮碼頭）儲油槽比鄰而依，隨著經濟發展，儲油槽的數量也跟著大增，在安全考量上，在民國五十六年遷建於現址，於民國六十一年十月舉行落成儀式。
安瀾宮於民國壹零三年七月進行第三次整修，民國壹零七年農曆六月六日舉行整修後的入火安座儀式。

## 祀神
安瀾宮正殿主祀天上聖母（從神：千里眼、順風耳），配祀李府千歲、溫府千歲、朱府千歲、中壇元帥、虎爺將軍和五營將軍；
後殿主祀玉皇上帝（從神：二郎神、托塔天王）、三官大帝、觀音菩薩，配祀南斗星君、北斗星君；
左右偏殿分別主祀福德正神和註生娘娘；
太歲殿主祀文昌帝君和太歲星君；光明殿奉祀天上聖母、觀音菩薩、孚佑帝君、鬼谷先師和柳星君

## 慶典
- 正月初九：玉皇上帝萬壽無疆
- 二月初二：福德正神聖誕
- 二月初三：文昌帝君聖誕
- 二月十九：觀音菩薩聖誕
- 三月二十：註生娘娘聖誕
- 三月廿三：天上聖母聖誕
- 四月廿二：李府千歲聖誕（廿一號請王，廿二號送王）
- 六月十六：朱府千歲聖誕
- 六月十九：觀音菩薩得道紀念
- 六月廿八：收兵
- 七月十一：中元普渡
- 七月十九：太歲星君聖誕
- 八月初三：北斗星君聖誕暨放兵
- 九月初一：南斗星君聖誕
- 九月初九：中壇元帥聖誕
- 九月十九：觀音菩薩出家紀念
- 十月十六：溫府千歲聖誕

## 圖集

大清光緒十年（公元1884年）的匾額「水德參天」
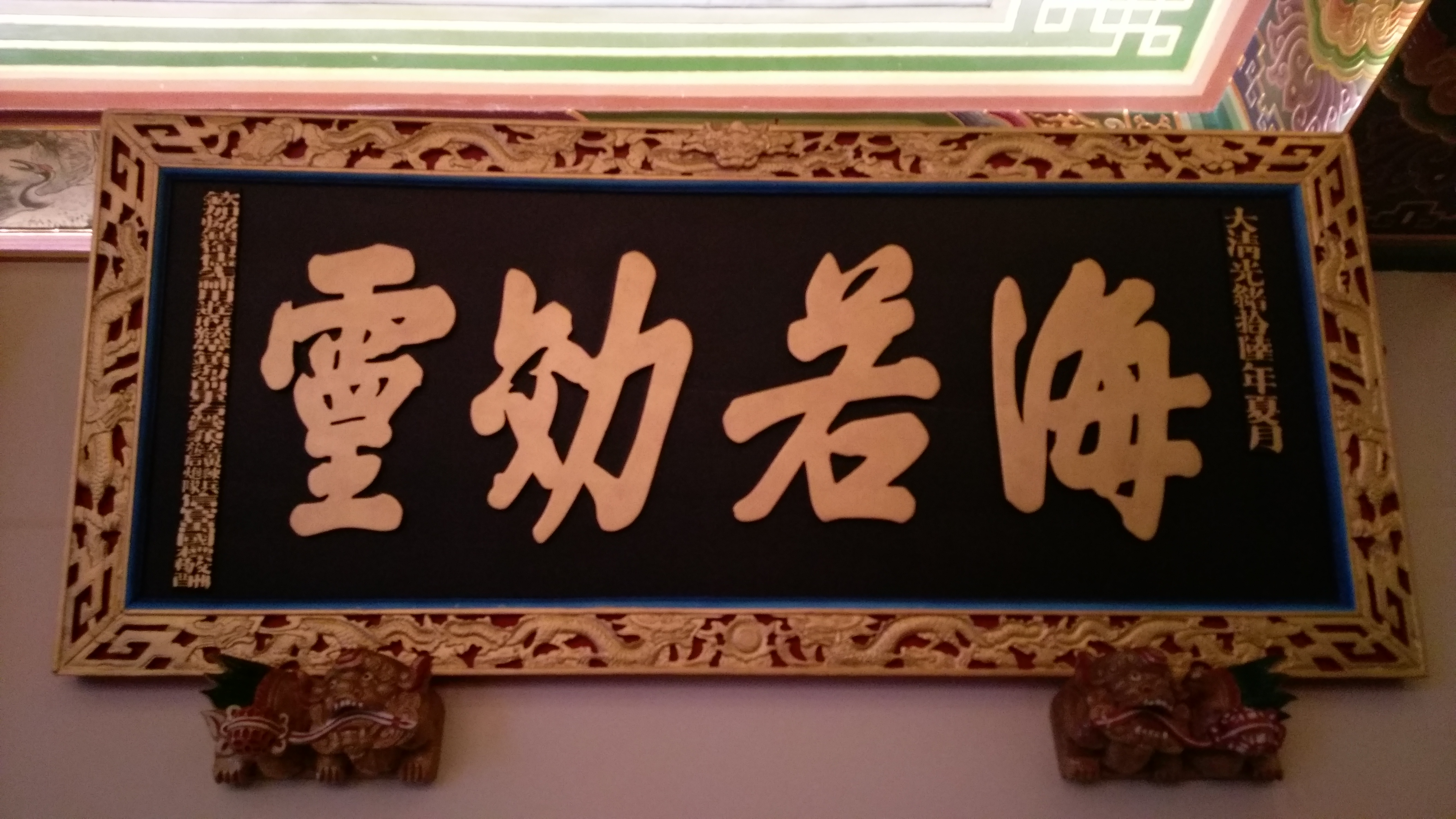
大清光緒16年（公元1890年）夏月由鎮守打狗港的將領萬國標敬獻的匾額「海若効靈」
左營埤仔頭信眾謝三友敬獻的匾額「李府千歲」